# Бозетти, Ромео
Ромео Бозетти (фр. Romeo Bosetti; 1886—1948) — французский актёр, режиссёр, сценарист, продюсер.

## Биография
Родился в семье артистов. Первые шаги в качестве артиста делал в цирке и мюзик-холле в возрасте десяти лет. Как актёр дебютировал у «Пате» с Андре Дидом.
Снимался у «Гомона» под руководством Элис Ги. у «Гомона» же режиссировал постановку скетчей, использованных Фёйадом в своих фильмах.
В 1908 году Ромео Бозетти работал режиссёром-постановщиком сериала «Калино» и исполнял одну из ролей.
В 1911 году для «Люкс-фильм» снимал сериалы «Розали», «Посудина».
В 1911—1912 годах руководил фирмой «Комика» (филиал «Пате», основана в 1910 году, Ницца). «Комика» специализировалась на съемках комических погонь. Главные роли исполняли Крошка Мориц, Сара Дюамель, Розали.
Сценаристами и режиссёрами их были Гамбар, Роллини и Бозетти. В 1913—1914 годах главные роли в «Комика» перешли к Бигорно и Ромео Бозетти.
В 1912—1914 годах для фирмы «Эклер» Ромео Бозетти снял сериал «Казимир». Во время первой мировой войны получил ранение, и не смог найти своё место в послевоенном кинематографе, исполняя роли второго плана.

## Фильмография
- 1908 — Калино
- 1910 — Каникулы Леонтины
- 1911 — Розали
- 1911 — Посудина
- 1912 — 1914 — Казимир